# Aethalura punctularia
Aethalura punctularia är en fjärilsart som beskrevs av Jacob Hübner 1823. Aethalura punctularia ingår i släktet Aethalura och familjen mätare. Inga underarter finns listade i Catalogue of Life.